# Tatacuá
Un tatacuá (en guaraní, tatakua) es un horno rústico tradicional de Paraguay, hecho con ladrillo y una mezcla de barro y melaza, cuya construcción es destinada especialmente para la elaboración de comidas típicas como la chipa, sopa paraguaya, chipa guazú, etc.

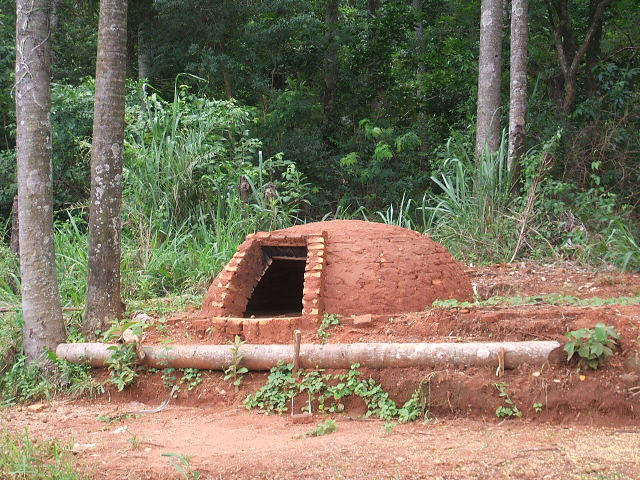
Un tatacuá, elaborado con ladrillo y arcilla roja

## Historia

### Etimología
La palabra tatacuá es la transliteración del guaraní tatakua, lit., «agujero de fuego»; vocablo que proviene de los sustantivo tata («fuego») y kua («agujero»).

### Origen
Originalmente, los guaraníes utilizaban los hormigueros de cierta clase de hormiga para la realización del tatacuá. Estas hormigas utilizaban sus excrementos amasados con tierra y saliva, lo que resultaba en nidos sólidos y resistentes —llamados tacurúes—, que podían alcanzar hasta dos metros y medio de altura.
En Paraguay, es de uso tradicional en las celebraciones de Semana Santa, en donde se utiliza generalmente para la cocción de la chipa. Desde principios del siglo xxi, debido a la industrialización y la facilidad de acceso a materiales modernos, se ha vuelto común adquirirlo prefabricado y en diversas variedades y tamaños.